# Leucauge semiventris
Leucauge semiventris este o specie de păianjeni din genul Leucauge, familia Tetragnathidae, descrisă de Strand, 1908.
Este endemică în Columbia. Conform Catalogue of Life specia Leucauge semiventris nu are subspecii cunoscute.